# Rakaposhi
Le Rakaposhi (littéralement « Mur brillant »), également connu sous le nom de Dumani (« La mère des brouillards »), est le 26e plus haut sommet du monde (11e du Pakistan). Il se trouve dans la vallée de Nagar, à environ 30 km au nord de Gilgit, dans le Karakoram occidental.

## Géographie
Le Rakaposhi présente la plus haute face du monde[réf. nécessaire] dont l'inclinaison moyenne dépasse 50 % ou 28 degrés. Il s'élève directement de presque 5 900 m pour à peine plus de 11 km de distance depuis une moraine de la vallée de la Hunza. Par comparaison, l'Everest s'élève à moins de 4 000 mètres au-dessus de sa base, et le Nanga Parbat présente un dénivelé de 7 000 mètres sur une distance de 25 kilomètres. Le Rakaposhi est bien visible de la route du Karakorum. Un belvédère de la ville de Ghulmat, appelé Zero Point of Rakaposhi (« point zéro du Rakaposhi ») est le point de vue le plus proche de la montagne.

## Histoire
- 1892 : William Martin Conway explore la face sud du Rakaposhi.
- 1938 : M. Vyvyan et R. Campbell Secord font la première reconnaissance et grimpent sur le sommet nord-est à 6 858 m par l'arête nord.
- 1947 : Secord revient avec Bill Tilman et deux grimpeurs suisses ; ils montent par le glacier Gunti jusqu'à 5 800 m sur l'arête sud-ouest.
- 1954 : une équipe de l'université de Cambridge, menée par George Band et à laquelle participe le biologiste Alfred Tissières, tente l'ascension via l'arête sud-ouest, mais atteint seulement 6 340 m. Une expédition austro-allemande, menée par Mathias Rebitsch, tente la même voie.
- 1956 : une expédition américano-anglaise atteint l'altitude de 7 163 m au-dessus du glacier Kunti.
- 1958 : première ascension par l'arête sud-ouest par Mike Banks (en) et Tom Patey (expédition britannique-pakistanaise). Elle est considérée comme l'une des voies les plus dures de l'époque. Mike Banks et Tom Patey souffrirent tous deux de gelures ; un autre grimpeur fit une chute et mourut durant la nuit.
- 1964 : une expédition irlandaise tente l'arête nord-ouest, longue et difficile.
- 1971 : Karl Herrligkoffer mène une tentative sur l'éperon nord, élégant mais difficile.
- 1973 : Herrligkoffer revient sur l'arête nord, mais échoue à cause des délais et de la météo.
- 1979 : une expédition polono-pakistanaise réalise l'ascension de l'arête nord-ouest.
- 1979 : première ascension de l'éperon nord par une expédition japonaise de l'université Waseda. Parviennent au sommet Ohtani et Matsushi Yamashita. Cette ascension a été effectuée avec 5 000 m de cordes fixes.
- 1983 : arête sud-ouest d'une équipe du Club alpin belge. Jacques Collaer était chef de l'expédition.
- 1984 : une équipe canadienne réussit une ascension de l'éperon nord en style semi-alpin, en utilisant beaucoup moins de cordes fixes que les Japonais. L'équipe était composée de Barry Blanchard, David Cheesmond, Kevin Doyle.
- 1985-1987 : diverses tentatives infructueuses sur la longue arête est.
- 1986 : une équipe néerlandaise réalise une variation de l'arête nord-ouest.
- 1995 : une ascension par l'arête nord-ouest.
- 1997 : une ascension par l'arête sud-ouest (peut-être la voie originale).
- 2000 : tentative via la face est (glacier Bagrot).
- 2021 : survol en parapente par le parapentiste français François Ragolski (8 225 m record du monde d'altitude[réf. nécessaire]).

## Voies d'ascension

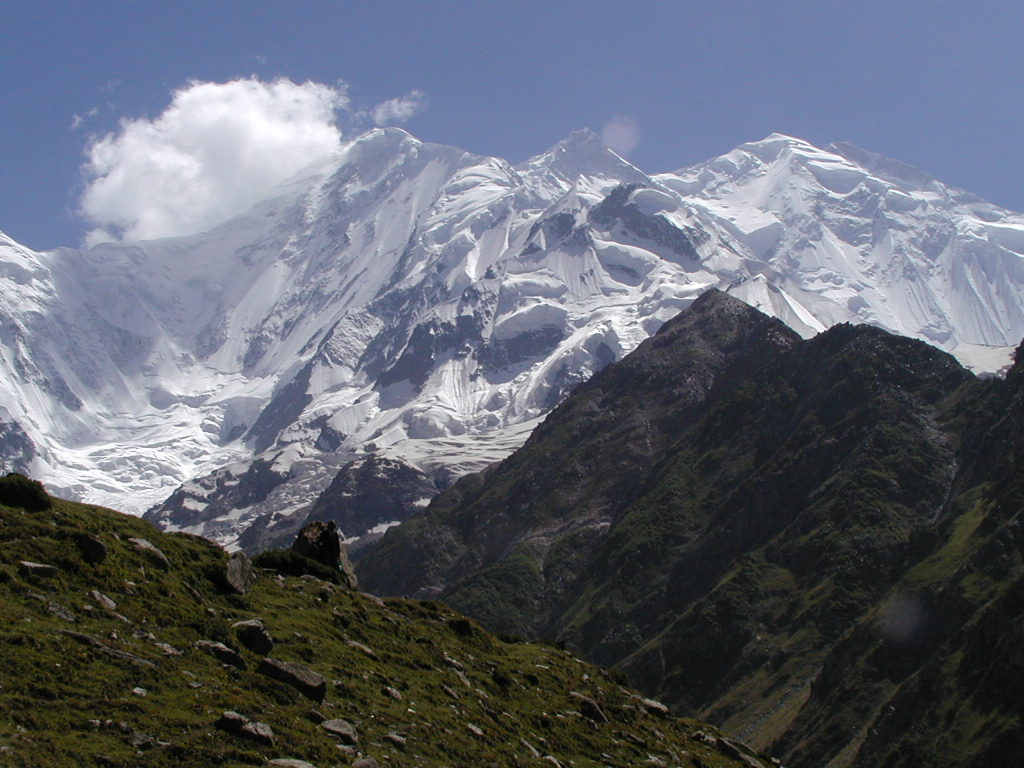
Rakaposhi depuis le camp de base.

Les itinéraires parcourus jusqu'à présent avec succès sont :
- l'arête sud-ouest (voie de la première ascension), qui a été répétée ;
- l'arête nord-ouest, longue et plus difficile que l'arête sud-ouest, répétée ;
- l'éperon nord, plus court mais beaucoup plus difficile techniquement. L'itinéraire a été répété, partiellement en style alpin.